# Os Podcats
Les Podcats (Os Podcats (título em Portugal) ) é uma série animada de televisão 3D francesa, criada por Éric Chevalier e Nathalie Blanchard e produzida pelo estúdio Okidoki em colaboração com o estúdio Docks Dog e o canal televisivo francês France 3 que começou a ser transmiti-lá em 7 de fevereiro de 2009 e também no France Ô. Em Portugal, a série foi emitida pelo Canal Panda.
As audiências televisivas desta série já ultrapassaram mais de 1,2 milhões de espectadores desde o primeiro episódio, com 31,8 % entre 4/10 anos e 30.6 % entre 11/14 anos. Os episódios foram transmitidos em formato de 11 minutos no bloco infantil Ludo (do canal francês France 3). Cada episódio inclui dois esboços que tratam do mesmo assunto, e um terceiro chamado Profcats explicando o tema do dia, tal como: o Chefão, o GPS, o buzz, o Ping, etc. O episódio termina geralmente com uma performance musical dos Podcats antes do público.
A animação hiperativa, tem os rostos em formato de mangá, ambientes coloridos e vários personagens de diferentes mundos de jogos electrónicos que são característicos e dão um estilo especial na série.
Mokko Studio, um estúdio de Montreal, fez as tarefas de animação, iluminação e composição.

## Enredo
4 personagens de jogos de vídeo decidiram criar uma banda, depois que se cansaram de ficar sempre permanecendo em seus respectivos jogos, no entanto, isso não o impede de voltar a viver muitas aventuras.

## Os Podcats

### Senzo
É ao mesmo tempo o cantor, líder e guitarrista. Ele vem de "Guitar Hero", a sua atitude super legal atrai a Bella (Senzo não sabe). Ele ama a si mesmo e também a Bella, mas não se atreve a dizer-lhe, por achar que ela vai zombar dele.
- Seu estilo: Mangá pop inglês, do tipo "rock-mântico".
- Sua falha: Menos heróico em partes de jogos que não sejam de guitarras.
- Seus bônus: Uma mistura de charme e entusiasmo indiferente.
- Seus itens: "Redfire", sua guitarra "cybervintage" as cordas esticadas de pura energia.
- Dobrador original:  Alexis Tomassian
- Dobrador Português:  Michel Simeão

### Bella
Ela é a tecladista da banda, é uma Sims que tem alguns problemas para controlar suas emoções, que inevitavelmente desencadeia uma avalanche de emoticons. É a líder do grupo, ela tem uma queda por Senzo.
- Seu estilo: Moda e elegância.
- Suas paixões: O rock e as compras.
- Sua falha: Suas emoções dos emoticons mostra tudo o que ela sente, e tem problemas para controlar.
- Seus bônus: É uma rebelde na pele de uma "garota" conectada.
- Seus itens: Um livro de psicologia e um espelho interativo.
- Dobradora original:  Diane Dassigny.
- Dobradora Portuguesa:  Teresa Macedo

### Gala
Ela é a baixista, apenas de um jogo de multi-jogadores online, é uma elfo mágica que nunca se separa do seu livro de feitiços. Infelizmente para as pessoas ao seu redor, essas magias raramente tem o efeito desejado e causa muitos infortúnios que desencadeia muitas aventuras.
- Seu estilo: Élfica
- Suas paixões: O Rock e a magia
- Seus bônus: Sua obstinação, sempre pronta para a aventura, ela não tem medo de nada.
- Sua falha: Suas birras são demasiadas barulhentas.
- Seus itens: Um grimório.
- Dobradora original:  Jessica Barrier.
- Dobradora Portuguesa:  Sandra de Castro

### Mimo
Ele é o baterista, veio de um jogo de surfe, snowboard e skate. Ele tem a atitude relaxada de um californiano típico daqueles que só pensam em encontrar suas ondas. É também um daqueles fanáticos de vídeojogos que pensam em só bater os seus recordes.
- Seu estilo: Californiano maneiro.
- Suas paixões: O rock e a bricolagem tecnológica
- Seus bônus: O seu grupo de serviços de descobertas tecnológicas.
- Sua falha: Idem.
- Seus itens: Um skate.
- Dublador original:  Carole Baillien.
- Dobrador Português:  Tiago Retré

## Equipe de Produção
|                                              | Genérico |
| -------------------------------------------- | --- |
| Ideia Original                               | Nathalie Blanchard & Éric Chevalier |
| Administração                                | Guillaume Rio & Antoine Colomb & Éric Chevalier |
| Autores Gráficos                             | Charles Lefebvre & Ian Parovel & Éric Chevalier |
| Direção Artística                            | Philippe Lalouette & Éric Chevalier |
| Produtores                                   | Éric Chevalier & Frédéric de Foucaud & France Télévision |
| Com as vozes de                              | Alexis Tomassian, Carole Baillien, Diane Dassigny, Jessica Barrier, Pierre Hatet, Arnaud Maillard, Emeric Montagnese, Gilles Blumenfeld |
| 1º Assistente de Direção                     | Marianne Langlois |
| Direção de Texto                             | Nathalie Blanchard & Éric Chevalier |
| Coordenador de texto / Assistente de direção | Emmanuel Poulain-Arnaud |
| Encenação & desenho                          | Pierre-Alain Chartier, George Bouchelaghem, Nicolas Fructus, Christophe Rendu, Studio Nekome : Saïd Ben Sliman, Hassen Elguezar, Renaud Garcia, Sébastien Vovau, Laury Rovelli, Olivier Marcel, Ibrahima Keita                                     |
| Estagiários de desenho                       | Quentin Baillieux, Tom Haugomat, Stephen Vuillemin, Stéphane Vlavonou, Mina Azarba |
| Assistente de Encenação                      | Marine Gourdou |
| Montagem & Animação                          | Émeric Montagnese & Romain Faucher |
| Produção de Cargo / Truques                  | Antoine Khouri & Zotto |
| Direção de Fabricação                        | Philippe Lalouette |
| Animação 3D - Produção de efeitos visuais    | Mokko Studio : Danny Bergeron, Marc Antoine Rousseau, Manon Barriault |
| Assistente de produção                       | Amélie Marcoux |
| Modelagem & Textura                          | Yanik Buttner, OL Dannhauer, Caroline Germain, Pascale St-Pierre, Guillaume Lochon, Thomas Meseguer |
| Animadores Chefes                            | Jean-Renaud Gauthier & Saïd Ben Sliman |
| Animação                                     | Christophe Paradis, Sabrina Gagnon, Anne-Marie Vaillancourt, Philippe Ouellet, Benoît Therriault, Yanik Gamelin, Jean-François Gignac, Christine Houle, Frédéric Tétrault, Cyril Chhun, Julien Abbenheim, Maxime Vallières, Julie Bernier Gosselin |
| Iluminação                                   | Jean-Pierre Riverin, Sengchanh Cheang, Éric Maltais, Bruno Gagné, Nadia Bernard, Stéphane Daguin, Jérémy Geurts, Benoît Lefebvre, Michel Bergeron                                                                                                  |
| Aparelhagem                                  | Chris Lesage |
| Efeitos 3D                                   | Vincent Nihouarn, Daniel Hernandez, stéphane Daguin |
| Diretor Técnico                              | Sébastien Nadeau |
| Composição & Efeitos Especiais               | Yann Laliberté, Charles-Philippe Désilets, Charles Richer, Lee Brunet |
| Sequencia 2D                                 | Fabrice Léoszweski, David Devaux, Ian Parovel, Pierre Chappelle, Hassan Elguezar |
| Administradores de sistema                   | OL Dannhauer |
| Laboratório e sons de áudio                  | Digital Post Production : Thierry Seux - Studio MAIA |
| Realização musical                           | Gustave Rudman et Adrien Durand, Roddy Julienne |
| Engenheiros de Som                           | Renaud Denis, Christophe Henrotte, Simon Venisse & Eric Munch |
| Objetos de rúidos                            | Daniel Gries |
| Uma Co-produção                              | Docksdog / Okidoki / Expand drama / France 3 - Em associação com Pierre Bertrand-Jaume, Jean-Yves Martel e Danny Bergeron com a participação do Centro Nacional de Cinema                                                                          |
| Liderança Juvenil de Televisão Francesa      | Voyelle Acker & Julien Borde |
| Administrador de Produção France 3           | Annick Marchand |

## Equipe de criação
|                            | Os autores da série |
| -------------------------- | --- |
| Conceito e Desenvolvimento | Nathalie Blanchard, Éric Chevalier |
| Bíblia Literária           | Nathalie Blanchard, Éric Chevalier |
| Bíblia Gráfica             | Charles Lefebvre & Ian Parovel |
| Autores de rascunhos       | Ian Parovel, Sebastien Guérout, Baptiste Grosfilley, Eric Chevalier, Nathalie Blanchard, Grégory Baranès, David Leberre, Franck Taillez, Guillaume Rio, Antoine Colomb, Emmanuel Poulain-Arnaud, Emmanuel Leduc. |